# Eric Alan Edwards
Eric Alan Edwards (* 10. August 1953 in Portland, Oregon) ist ein US-amerikanischer Kameramann.

## Leben
1975 machte er seinen Abschluss an der Rhode Island School of Design. Seit seiner Zeit an der High School ist er dem Regisseur Gus Van Sant verbunden, mit dem er gemeinsam an mehreren Filmen arbeitete. Edwards begann seine Laufbahn als Kameramann beim Film 1979 mit dem Film Property. Seither war er an mehr als 70 Produktionen beteiligt, wobei sein Fokus auf Kinofilmen liegt. Edwards filmte auch mehrere Musikvideos für Künstler wie Red Hot Chili Peppers, Bruce Springsteen, The Afghan Whigs, Meat Puppets, Gloria Estefan, Depeche Mode und Donna Summer.
Edwards und sein Kollege John J. Campbell waren für ihre Arbeit an My Private Idaho bei den Independent Spirit Awards 1992 für einen Preis nominiert.

## Filmografie (Auswahl)
Filme und Serien
- 1979: Property
- 1981: Paydirt
- 1983: Die letzte Nacht im Alamo (Last Night at the Alamo)
- 1984: American Taboo
- 1987: Fünf Arten des Selbstmords (Five Ways to Kill Yourself, Kurzfilm)
- 1987: Resan (Dokumentarfilm)
- 1991: My Private Idaho (My Own Private Idaho)
- 1993: Even Cowgirls Get the Blues
- 1994: Der Garten Eden (El jardín del Edén)
- 1995: Kids
- 1995: To Die For
- 1996: Flirting with Disaster – Ein Unheil kommt selten allein (Flirting with Disaster)
- 1997: Cop Land
- 1998: Ein neuer Tag im Paradies (Another Day in Paradise)
- 1998: Clay Pigeons – Lebende Ziele (Clay Pigeons)
- 1999: The Debtors
- 2001: Amy & Isabelle (Fernsehfilm)
- 2001: On the Edge
- 2002: The Slaughter Rule
- 2002: Not a Girl (Crossroads)
- 2003: How to Deal – Wer braucht schon Liebe? (How to Deal)
- 2004: The Heart Is Deceitful Above All Things
- 2006: First Snow
- 2006: Trennung mit Hindernissen (The Break-Up)
- 2007: Beim ersten Mal (Knocked Up)
- 2008: The King of Texas (Dokumentarfilm)
- 2008: Winged Creatures
- 2008: Management
- 2009: Love Happens
- 2009: All Inclusive
- 2010: Virginia
- 2011: Shelf Life (Dokumentarfilm)
- 2011: Stok Stalk Stock
- 2011: Wie ausgewechselt (The Change-Up)
- 2011: Five (Fernsehfilm, Segment „Mia“)
- 2012: The Professor (Kurzfilm)
- 2013: Lovelace
- 2013: Life of Crime
- 2013: Der Lieferheld – Unverhofft kommt oft (Delivery Man)
- 2014: Bosch (Fernsehserie, Episode 1x01)
- 2014: Willkommen bei Alice (Welcome to Me)
- 2015: Cobain: Montage of Heck (Dokumentarfilm)
- 2016: Dirty Grandpa
- 2016: Die Hollars – Eine Wahnsinnsfamilie (The Hollars)
- 2017: Carmen (Kurzfilm)
- 2017: Fist Fight
- 2017: Carmen (Kurzfilm)
- 2018: Armor del Amor (Kurzfilm)
- 2018: Alex, Inc. (Fernsehserie, 2 Episoden)
- 2019: Wie Jodi über sich hinauswuchs (Tall Girl)
- 2020: The Opening Act

Musikvideos
- 1992: Red Hot Chili Peppers – Under the Bridge
- 1992: King’s X – Black Flag
- 1992: Bruce Springsteen – 57 Channels (And Nothin' On)
- 1993: The Afghan Whigs – Gentlemen
- 1994: Meat Puppets – Backwater
- 1995: Gloria Estefan – Everlasting Love
- 1995: Combustible Edison – Vertigogo
- 1998: Depeche Mode – Only When I Lose Myself
- 1999: Donna Summer – I Will Go with You (Con te partirò)
- 1999: Diana Krall – Let's Face the Music and Dance
- 1999: Sarah McLachlan – Mirrorball